# Condado de Sumter (Florida)
El condado de Sumter es un condado ubicado en el estado de Florida, Estados Unidos.  En 2000, su población era de 53 345 habitantes.  Su sede está en Bushnell.

## Historia
El Condado de Sumter fue creado en 1853.  Su nombre procede del General Thomas Sumter, héroe de la Guerra de independencia.

## Demografía
Según el censo de 2000, el condado cuenta con  53 345 habitantes, 20 779 hogares y 15 043 familias residentes.  La densidad de población es de 38 hab/km² (98 hab/mi²).  Hay 25 195 unidades habitacionales con una densidad promedio de 18 u.a./km² (46 u.a./mi²).  La composición racial de la población del condado es 82,60% Blanca, 13,78% Afroamericana o Negra, 0,51% Nativa americana, 0,41% Asiática, 0,05% De las islas del Pacífico, 1,16% de Otros orígenes y 1,49% de dos o más razas.  El 6,29% de la población es de origen Hispano o Latino cualquiera sea su raza de origen.
De los 20 779 hogares, en el 18,80% de ellos viven menores de edad, 60,90% están formados por  parejas casadas que viven juntas, 8,40% son llevados por una mujer sin esposo presente y 27,60% no son familias. El 23,50% de todos los hogares están formados por una sola persona y 13,80% de ellos incluyen a una persona de más de 65 años.  El promedio de habitantes por hogar es de 2,27 y el tamaño promedio de las familias es de 2,62 personas.
El 16,10% de la población del condado tiene menos de 18 años, el 5,90% tiene entre 18 y 24 años, el 23,30% tiene entre 25 y 44 años, el 27,30% tiene entre 45 y 64 años  y el 27,40% tiene más de 65 años de edad. La mediana de la edad es de 49 años.  Por cada 100 mujeres hay 113,10 hombres y por cada 100 mujeres de más de 18 años hay 113,90 hombres.
La renta media de un hogar del condado es de $32 073, y la renta media de una familia es de $36 999. Los hombres ganan en promedio $27 346 contra $21 145 para las mujeres. La renta per cápita en el condado es de $16 830.  13,70% de la población y 9,60% de las familias tienen entradas por debajo del nivel de pobreza. De la población total bajo el nivel de pobreza, el 26,00% son menores de 18 y el 7,70% son mayores de 65 años.

## Ciudades y pueblos

### Municipalidades
1. Ciudad de Bushnell
2. Ciudad de Center Hill
3. Ciudad de Coleman
4. Ciudad de Webster
5. Ciudad de Wildwood

### No incorporados
- Lake Panasoffkee
- The Villages
- Linden
- Mabel
- Rutland
- Croom-a-Coochee
- St. Catherine
- Green Settlement
- Royal
- Oxford

### Administración local
- Junta de comisionados del Condado de Sumter
- Supervisión de elecciones del Condado de Sumter
- Registro de propiedad del Condado de Sumter
- Oficina del alguacil del Condado de Sumter Archivado el 30 de diciembre de 2005 en Wayback Machine.
- Oficina de impuestos del Condado de Sumter

- Datos: Q503889
- Multimedia: Sumter County, Florida / Q503889